# منچستر (کالیفرنیا)
منچستر (به انگلیسی: Manchester) یک منطقهٔ مسکونی در ایالات متحده آمریکا است که در شهرستان مندوسینو، کالیفرنیا واقع شده‌است. منچستر ۶٫۷۸۱ کیلومتر مربع مساحت و ۱۹۵ نفر جمعیت دارد و ۲۶ متر بالاتر از سطح دریا واقع شده‌است.